# Jadachy (przystanek kolejowy)
Jadachy – przystanek osobowy w Jadachach, w województwie podkarpackim, w Polsce, zamknięty w 2000. Od 13 grudnia 2009 uruchomiono połączenie Rzeszów – Stalowa Wola Rozwadów.

## Ruch pasażerski
| Rok  | Wymiana pasażerska na dobę |
| ---- | -------------------------- |
| 2017 | 0-9                        |
| 2022 | 10-19                      |